# Аннёллен
Аннёлле́н (фр. Annœullin) — коммуна во Франции, регион О-де-Франс, департамент Нор, округ Лилль, центр одноименного кантона, в 16 км к юго-западу от Лилля, в 8 км от автомагистрали А1 «Нор».
Население (2017) — 10 428 человек.

## Достопримечательности
- Церковь Святого Мартина 1898 года, восстановленная после пожара в 2002 году
- Церковь Сакре-Кёр начала XX века

## Экономика
Структура занятости населения:
- сельское хозяйство — 0,8 %
- промышленность — 8,0 %
- строительство — 5,4 %
- торговля, транспорт и сфера услуг — 32,1 %
- государственные и муниципальные службы — 53,8 %

Уровень безработицы (2017) — 13,2 % (Франция в целом — 13,4 %, департамент Нор — 17,6 %). 

Среднегодовой доход на 1 человека, евро (2017) — 21 570 (Франция в целом — 21 110, департамент Нор — 19 490).

## Демография
Динамика численности населения, чел.

## Администрация
Пост мэра Аннёллена с 2001 года занимает член Социалистической партии Филипп Парси (Philippe Parsy). На муниципальных выборах 2020 года возглавляемый им список социалистов одержал победу, набрав в 1-м туре 77,66 % голосов.
| Период | Период | Фамилия       | Партия                                     | Примечания                |
| ------ | ------ | ------------- | ------------------------------------------ | ------------------------- |
| 1959   | 1971   | Анри Бонт     | Французская секция Рабочего интернационала |                           |
| 1971   | 1995   | Жозе Погги    | Социалистическая партия                    |                           |
| 1995   | 2001   | Анн-Мари Брис |                                            |                           |
| 2001   |        | Филипп Парси  | Социалистическая партия                    | государственный сулужащий |

## Города-побратимы
- Лайнефельде-Ворбис, Германия